# Казавчин
Казавчи́н (укр. Казавчин) — село в Гайворонской городской общине Голованевского района Кировоградской области Украины.
До 2020 года входило в Гайворонский район
Население по переписи составляло около 1000 человек. Почтовый индекс — 26322. Телефонный код — 5254. Код КОАТУУ — 3521182401.